# Jean Hoerni
Jean Amédée Hoerni (* 26. September 1924 in Genf; † 12. Januar 1997) war ein Physiker und Mathematiker. Als Mitarbeiter von William B. Shockley und Mitglied der Traitorous Eight war er in den 1960er-Jahren einer der Pioniere der Mikroelektronik. Darüber hinaus wird ihm die Entwicklung des  Planarprozesses zugeschrieben. Diese Herstellungsweise bildet bis heute die Grundlage von mikroelektronischen Schaltungen. Außerdem ist Jean Hoerni Mitgründer des Central Asia Institute.

## Leben
Nach einem Mathematikstudium in Genf, das er 1947 als Bachelor of Science (B.S.) beendete, folgte eine Dissertation im Fachbereich Physik, Abschluss als Ph.D. 1950. Anschließend ging er nach England, wo er 1952 an der University of Cambridge einen zweiten Titel als Ph. D. im Bereich Physik erhielt.
1952 nahm er eine Postdoktorandenstelle (englisch Post Doctoral Research Fellow) im Fachbereich Chemie am California Institute of Technology in Pasadena (Kalifornien) an. Einige Zeit später (1956) nahm er eine Stelle in William B. Shockleys neugegründeter Arbeitsgruppe im Shockley Semiconductor Laboratory, einer Abteilung von Beckman Instruments in Mountain View (Santa Clara County, Kalifornien), an. Doch diese Arbeitsgruppe hatte nicht lange Bestand. Bereits 1957 verließen acht wichtige Mitarbeiter das Forschungslabor im Streit mit Shockley. Diese acht, darunter Hoerni, Robert Noyce und Gordon Moore werden als Traitorous Eight (deutsch »Die Verräterischen Acht«) bezeichnet und gründeten nach ihrem Weggang das Unternehmen Fairchild Semiconductor. Bei Fairchild entwickelte Hoerni unter anderem den sogenannten Planartransistor und den Planarprozess (1958) der die Herstellung von Transistoren mit deutlich verbesserten elektrischen Eigenschaften erlaubte. Außerdem öffnete er den Weg zum kommerziellen Einsatz von integrierten Schaltungen (ICs, „Mikrochips“), bei denen komplexe Transistorschaltungen auf einem einkristallinen Substrat (Wafern) gefertigt werden.
1961 verließ er (damals Leiter der Physikabteilung und der Diodenentwicklung) Fairchild zusammen mit den beiden Traitorous-Eight-Ehemaligen Jay Last und Sheldon Roberts, um gemeinsam Amelco Semiconductor, eine Abteilung von Teledyne, zu gründen. Später arbeitete er als Berater für Hughes Aircraft und Union Carbide Electronics (1964 bzw. 1966) und gründete Intersil (1967). Bei Intersil entwickelte er CMOS-Schaltungen mit besonders niedriger Betriebsspannung für Quarz-Armbanduhren.
Für seine (herausragenden) Leistungen erhielt Hoerni 1970 den IEEE Fellow Award „für die Erfindung des Planartransistors und anderen Beiträgen zur Theorie und Technik von Halbleiterbauelementen“ (“For the invention of the planar transistor, and for other contributions to the theory and technology of semiconductor devices”). 1972 erhielt er den W. Wallace McDowell Award.